# Trasmiras (kommunhuvudort)
Trasmiras är en kommunhuvudort i Spanien.   Den ligger i provinsen Provincia de Ourense och regionen Galicien, i den nordvästra delen av landet, 400 km nordväst om huvudstaden Madrid. Trasmiras ligger 644 meter över havet och antalet invånare är 1 752.
Terrängen runt Trasmiras är kuperad österut, men västerut är den platt. Runt Trasmiras är det ganska glesbefolkat, med 24 invånare per kvadratkilometer. Närmaste större samhälle är Xinzo de Limia, 9,8 km väster om Trasmiras. 